# Mondy (Russie)
Mondy (en russe : Монды, en bouriate : Моондо, Moondo) est un village russe du raïon de la Tounka en Bouriatie, formant avec le hameau de Moïgoths le selsoviet de Mondy. Le village est situé dans l'ouest de la Bouriatie, près de la frontière avec la Mongolie.

## Géographie
Le village de Mondy est le village le plus à l'ouest du raïon de la Tounka, dans la partie occidentale de la république de Bouriatie. Il se situe sur la route fédérale A333 (la route de la Tounka), qui relie Koultouk à la Mongolie, en passant par Kyren, le centre administratif du raïon. La frontière avec le sum de Khankh, au col Moungiin-Daban, se situe à 11 kilomètres au sud-est.
Mondy se situe dans le Saïan oriental, l'un des deux massifs des monts Saïan. Il est établi dans la vallée de la rivière Irkout, entourée au sud par les monts Khamar-Daban et au nord par les Alpes de la Tounka. À l'ouest, le village est dominé par le Moukou-Sardyk, haut de 3491 mètres. Il se trouve à la sortie des gorges de l'Irkout.

## Histoire
Des pétroglyphes attestent l'existence de peuplements préhistoriques de la zone du village.
À la fin du XVIIe siècle, les Cosaques construisirent les premières huttes, et le village était alors nommé Georgievskaïa. Le village servait alors à défendre la frontière de la Russie, et des Bouriates s'installèrent dans le village. En 1865, le géographe russe Pierre Kropotkine se rendit dans la vallée du village, où il nota la splendeur du Mounkou-Sardyk.
Entre-temps renommé Mondy, des missionnaires établirent une école paroissiale au début du XXe siècle, avant les révolutions russes de 1918. 
En 1931, deux fermes collectives furent créées, spécialisées dans l'élevage, qui disparurent avec la fin de l'URSS.

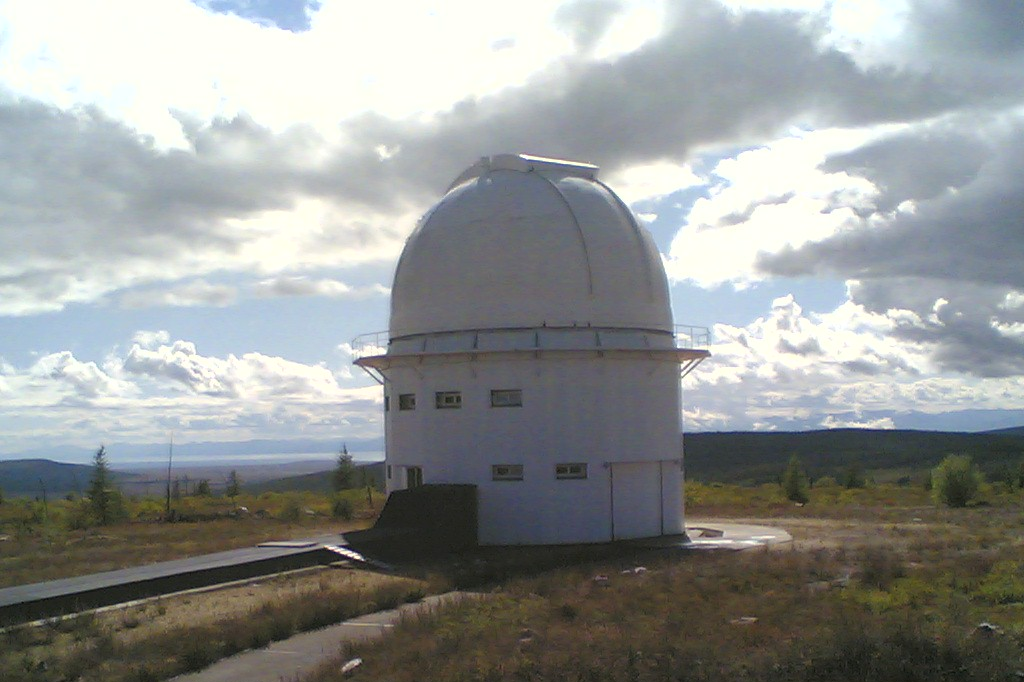
Observatoire solaire des Saïan

En 1960, un aérodrome fut construit à la sortie du village.
Entre 1981 et 1984 fut construit non loin du village l'observatoire solaire des Saïans, un observatoire appartenant à la branche sibérienne de l'Académie russe des sciences. Grâce à sa situation, il n'est pas gêné par la pollution atmosphérique et par la pollution lumineuse. C'est l'un des plus grands de Russie, et en prenant compte la qualité et l'optique du télescope, c'est le meilleur de Russie. 
Aujourd'hui, la colonie vit du secteur public (avec des services comme une école) et de l'élevage. Le village subit l'exode rural, avec les jeunes qui vont en ville pour trouver du travail. Pour contrer la tendance, le maire souhaite développer le tourisme dans le village. Depuis décembre 2021, le passage frontalier a été facilité pour permettre le passage de flux touristiques.

## Population et société
Le village possède une église orthodoxe dédiée au Prince Vladimir.

### Démographie
Recensements (*) ou estimations de la population,:
| 2002* | 2010* | 2011  | 2012 | 2013 | 2014 | 2015 | 2016 |
| ----- | ----- | ----- | ---- | ---- | ---- | ---- | ---- |
| 1 124 | 1 000 | 1 005 | 993  | 991  | 951  | 938  | 938  |

| 2017 | 2018 | 2019 | 2020 | 2021 | 2022 | - | - |
| ---- | ---- | ---- | ---- | ---- | ---- | - | - |
| 915  | 877  | 873  | 882  | 839  | 881  | - | - |